# Кідрон (Огайо)
Кідрон (англ. Kidron) — переписна місцевість (CDP) в США, в окрузі Вейн штату Огайо. Населення — 966 осіб (2020).

## Географія
Кідрон розташований за координатами 40°44′54″ пн. ш. 81°45′3″ зх. д. / 40.74833° пн. ш. 81.75083° зх. д. (40.748421, -81.750701).  За даними Бюро перепису населення США в 2010 році переписна місцевість мала площу 7,58 км², з яких 7,58 км² — суходіл та 0,00 км² — водойми.

## Демографія
Згідно з переписом 2010 року, у переписній місцевості мешкали 944 особи в 318 домогосподарствах у складі 261 родини. Густота населення становила 125 осіб/км².  Було 339 помешкань (45/км²).
Расовий склад населення:
| - 97,6 % — білих - 0,8 % — азіатів - 0,6 % — чорних або афроамериканців - 0,1 % — корінних американців |

До двох чи більше рас належало 0,7 %. Частка іспаномовних становила 0,5 % від усіх жителів.
За віковим діапазоном населення розподілялося таким чином: 29,9 % — особи молодші 18 років, 51,2 % — особи у віці 18—64 років, 18,9 % — особи у віці 65 років та старші. Медіана віку мешканця становила 36,8 року. На 100 осіб жіночої статі у переписній місцевості припадало 99,2 чоловіків;  на 100 жінок у віці від 18 років та старших — 95,9 чоловіків також старших 18 років.
Середній дохід на одне домашнє господарство  становив 71 550 доларів США (медіана — 60 486), а середній дохід на одну сім'ю — 74 838 доларів (медіана — 61 875). За межею бідності перебувало 7,4 % осіб, у тому числі 7,0 % дітей у віці до 18 років та 0,0 % осіб у віці 65 років та старших.
Цивільне працевлаштоване населення становило 445 осіб. Основні галузі зайнятості: виробництво — 23,6 %, освіта, охорона здоров'я та соціальна допомога — 20,7 %, роздрібна торгівля — 16,4 %.